# Hampton (Illinois)
Pour les articles homonymes, voir Hampton.
Hampton est un village situé au nord du comté de Rock Island dans l'Illinois, aux États-Unis,. Le village est fondé en 1834 sous le nom de Milan et est incorporé le 5 juillet 1894.

## Démographie
Lors du recensement de 2010, le village comptait une population de 1 863 habitants. Elle est estimée, en 2016, à 1 819 habitants.

### Source de la traduction
- (en) Cet article est partiellement ou en totalité issu de l’article de Wikipédia en anglais intitulé « Hampton, Illinois » (voir la liste des auteurs).